# Phi Vân
Phi Vân (1917-1977) là một nhà báo, nhà văn chuyên viết thể loại truyện vừa và tiểu thuyết mang sâu đậm dấu ấn Nam bộ trước 1954.
Phi Vân tên thật là Lâm Thế Nhơn, sinh năm 1917 trong một gia đình trung lưu ở thị xã Bạc Liêu, tỉnh Bạc Liêu. 
Ông chuyên viết phóng sự, truyện ngắn cho những tờ báo, tạp chí ở miền Nam trước đây như Tiếng Chuông, Dân Chúng, Tiếng Dân (của cụ Huỳnh Thúc Kháng) và làm chủ bút tờ Thủ đô Thời báo.
Ông có lối viết linh hoạt, gọn gàng, pha chút hóm hỉnh, làm cho cho độc giả khóc, cười theo từng cảnh đời, từng nhân vật.
Bối cảnh trong các tác phẩm của ông là làng quê Nam bộ xa xôi hẻo lánh với những người nông dân chất phác, cục mịch sống với tập tục cổ hủ, lạc hậu và cuộc sống cực nhọc tối tăm.

## Các tác phẩm chính
- Đồng quê, 1942 (dịch ra tiếng bạch thoại ở Hoa lục dưới tựa Nguyên Dã năm 1950)
- Cô gái quê[1]
- Tình quê, 1949[1]
- Dưới đồng sâu
- Nhà quê trong khói lửa, 1950

## Giải thưởng văn chương
- Giải nhất cuộc thi văn chương của Hội Khuyến học Cần Thơ năm 1943